# Венка Асенова
Венка Асенова е българска шахматистка. Тя е родена на 17 октомври 1930 г. и почива на 29 декември 1986 г. Тя е международен майстор по шахмат при жените от 1965 г. и гросмайстор при жените от 1986 г.

## Успехи
- Трето място на шахматната олимпиада през 1974 г. в Меделин.
- Четвърто място на шахматната олимпиада през 1972 г. в Скопие.
- Пето място на шахматните олимпиади през 1957 г. (Емен), 1963 г. (Сплит) и 1969 г. (Люблин).

## Участия на шахматни олимпиади
| Година | Организатор  | Отбор    | Класиране (отборно) | Дъска         |
| 1957   | Емен         | България | 5                   | Първа         |
| 1963   | Сплит        | България | 5                   | Първа         |
| 1966   | Оберхаузен   | България | 8                   | Първа         |
| 1969   | Люблин       | България | 5                   | Първа         |
| 1972   | Скопие       | България | 4                   | Втора         |
| 1974   | Меделин      | България | 3                   | Първа резерва |
| 1978   | Буенос Айрес | България | 7                   | Първа резерва |